# Dalton (program)
Dalton – program komputerowy służący do obliczeń kwantowo-chemicznych.
Przeznaczony jest głównie do obliczeń właściwości molekularnych, między innymi właściwości optycznych i elektrycznych (jak liniowe i nieliniowe polaryzowalności, jedno- i wielokwantowe momenty przejścia) i magnetycznych (parametry NMR, podatność magnetyczna). Obliczenia w nim można wykonywać wykorzystując metody Hartree-Focka, wielokonfiguracyjną metodę pola samouzgodnionego, sprzężonych klasterów oraz teorię funkcjonału gęstości (w ujęciu metody Kohna-Shama). Program używa bazy funkcyjnej w postaci funkcji Gaussa (Gaussian type orbitals, GTO).
Dalton przez cały czas jest rozwijany, przede wszystkim w wersji na platformy uniksowe (a także system Linux). Ma wielu autorów, między innymi Poula Jørgensena, Trygvego Helgakera, Kennetha Ruuda i Jeppego Olsena.
Nazwa programu Dalton pochodzi od nazwiska Johna Dalton. Dystrybucja programu (łącznie z plikami źródłowymi) do celów niekomercyjnych jest darmowa.